# Wenchi
Wenchi es una ciudad de la región Brong-Ahafo de Ghana. En marzo de 2000 tenía una población censada de 28 141 habitantes.
Se encuentra ubicada en el centro del país, al sur del río Volta Negro, al oeste del lago Volta y al norte de la región de Ashanti. 